# Santhome
 (décembre 2016).
Si vous disposez d'ouvrages ou d'articles de référence ou si vous connaissez des sites web de qualité traitant du thème abordé ici, merci de compléter l'article en donnant les références utiles à sa vérifiabilité et en les liant à la section « Notes et références ».
Santhome est une localité de Méliapour, quartier du sud de la ville moderne de Madras, en Inde. C'était la capitale d'un petit royaume tamoul.

## Histoire
C'est à Méliapour que saint Thomas aurait été enterré (là où se trouve aujourd'hui la basilique Saint-Thomas), avant que son corps ne soit transféré à Édesse.
Quand la ville fut prise en 1523 par les Portugais, ils y établirent la vice-royauté de São Tomé de Meliapor (Saint Thomas de Méliapour). Les Portugais ont construit l'église sur un terrain qui appartenait au mondialement célèbre Temple de Kapaleeshwarar qui est à présent à 2 km de la côte. La ville fut prise sur les Portugais et occupée par le sultan de Golconde en 1662, qui précéda un bref intermède français (1672-1674). Le Royaume de Golconde tomba en 1687 sous la domination moghole puis en 1749 la Compagnie britannique des Indes orientales s'empara de Santhome. 

## Bataille de St Thomé
Pendant la première guerre carnatique, après que les Français du gouverneur général Joseph François Dupleix aient pris le Fort St. George aux forces britanniques, le Nawab de la région carnatique, Anwaruddin Muhammed Khan, s'attendait à ce que la ville lui soit remise comme suzerain. Il réagit en envoyant une armée de 10 000 hommes sous le commandement de Mahfuz Khan, son fils, pour reprendre par la force le fort à Dupleix.
Cependant, lorsque les forces du Khan s'approchèrent des murs, la garnison fit feu sur elles, les forçant à se retirer. Le gouverneur général Dupleix envoya des renforts depuis Pondichéry, qui rencontrèrent l'armée du Khan sur la rivière Adyar. Bien que les troupes françaises n'aient compté que 300 soldats, dans la bataille de Adyar, elles exécutèrent une attaque audacieuse qui repoussa les forces du Nawab dans la ville. Les Français les expulsèrent et les forcèrent à se retirer vers Arkât. Par cette action, les Français cessèrent de dépendre du bon vouloir du souverain local.

## Santhome aujourd'hui
Santhome possède de nos jours un certain nombre d'institutions d'enseignement de premier plan. La ville est devenu la capitale administrative de l'archidiocèse de Madras-Mylapore. La résidence officielle de l'archevêque de Madras-Mylapore se trouve à Santhome, à proximité de la basilique. Les consulats de Russie et d'Espagne y sont également établis.